# Sucre (Guayaquil)
Sucre ist ein Stadtteil von Guayaquil und eine Parroquia urbana im Kanton Guayaquil der ecuadorianischen Provinz Guayas. Die Fläche beträgt etwa 69 ha. Die Einwohnerzahl lag 2010 bei 11.952.

## Lage
Die Parroquia Sucre liegt im Stadtzentrum von Guayaquil. Das annähernd quadratische Gebiet hat eine Längsausdehnung in SSW-NNO-Richtung von 860 m sowie eine mittlere Breite von 820 m. Das Verwaltungsgebiet wird im Westen von der Calle Tungurahua begrenzt, im Osten von der Avenida Quito. Im Norden verläuft die Verwaltungsgrenze entlang der Avenida Cristobal Colón Fontanarrosa, im Süden entlang der Calle Carlos Gómez Rendon. 
Die Parroquia Sucre grenzt im Norden an die Parroquia Nueve de Octubre, im Osten an die Parroquia Bolívar, im Süden an die Parroquia García Moreno sowie im Westen an die Parroquia Urdaneta.

## Sehenswertes
In dem Verwaltungsgebiet befinden sich der Complejo Polideportivo „Pío López Lara“ sowie der Parque Ramón Unamuno.

## Geschichte
Die Parroquia wurde nach dem Unabhängigkeitskämpfer Antonio José de Sucre benannt.